# Harro Bode
Harro Bode   (Bad Sobernheim, 20 de febrer de 1951) és un regatista alemany, ja retirat, que va competir sota bandera de la República Federal Alemanya durant les dècades de 1960 i 1970.
Bode s'inicià com a timoner en la classe pirate, per posteriorment centrar-se en la classe 470 i guanyar el bronze del Campionat d'Europa de vela de 1975. El 1976 va prendre part en els Jocs Olímpics de Mont-real, on va guanyar la medalla d'or en la categoria de Classe 470 del programa de vela. Va compartir vaixell amb Frank Hübner. De 1976 a 1979 fou membre de la Federació Alemanya de Vela.
Bode va estudiar enginyeria civil a la Universitat de Hannover i es va doctorar en tractament de les aigües residuals industrials.